# Oreodera boliviana
Oreodera boliviana là một loài bọ cánh cứng trong họ Cerambycidae.